# 石川県道・富山県道286号刈安安楽寺線
石川県道・富山県道286号刈安安楽寺線（いしかわけんどう・とやまけんどう286ごう かりやすあんらくじせん）は、石川県河北郡津幡町刈安と富山県小矢部市安楽寺を結ぶ一般県道（石川県道・富山県道）である。

## 概要
- 起点：石川県河北郡津幡町字刈安甲50番地先（＝刈安交差点、石川県道215号森本津幡線交点）
- 終点：富山県小矢部市大字安楽寺一番割2406の2（＝安楽寺西交差点、国道8号、富山県道16号砺波小矢部線交点）

全区間、かつての国道8号である。起点より、東に進む。倶利伽羅駅の南側を通る。さらに東に進み、一旦あいの風とやま鉄道線をくぐり、津幡町九折で分岐を右に入る。なお、分岐を左に200mほど登ると、国道8号の倶利伽羅トンネル入口前に出る。分岐後、高架であいの風とやま鉄道線をまたぎ、カーブを登り、天田峠で富山県小矢部市に入る。峠を下ると終点に至る。

## 現況
天田峠を含む前後の区間を含め、全線片側1車線（両側2車線）で整備されている。石川県側の沿道には、歩道や押しボタン式信号機が設けられている。毎日22:00から翌6：00までの間、起点から津幡町九折までの区間は大型車の通行を規制している。

## 歴史
- 1969年（昭和44年）6月10日：国道8号くりからトンネル部分の旧道にあたる石川県河北郡津幡町九折（つづらおり） - 天田峠 - 富山県小矢部市安楽寺 の区間を「九折安楽寺線」として路線認定。
- 1991年（平成3年）3月29日：国道8号俱利伽羅バイパスの開通に伴い、旧道となった津幡町刈安から同町九折までの区間を一般県道に降格する形で「九折安楽寺線」を改称し、現路線名となる[1]。

## 通過する自治体
- 石川県
  - 河北郡津幡町
- 富山県
  - 小矢部市

## 接続する路線
- 石川県道215号森本津幡線（石川県河北郡津幡町刈安・刈安交差点：起点）
- 国道8号、富山県道16号砺波小矢部線（富山県小矢部市安楽寺・安楽寺西交差点：終点）

## 周辺
- 津幡町立刈安小学校
- IRいしかわ鉄道・あいの風とやま鉄道倶利伽羅駅
- 寺尾地区多目的研修集会施設
- 津幡警察署倶利伽羅駐在所
- 天田峠
- 倶利迦羅不動寺
- 小矢部警察署小矢部警察検問所